# Costa de la Muerte
La Costa de la Muerte (oficialmente en gallego Costa da Morte) es una región costera del noroeste de la península ibérica, situada en la provincia de La Coruña (Galicia, España), que abarca desde cabo Roncudo hasta el cabo Finisterre.
La costa está salpicada de bellos paisajes como las playas de Trece, Reira o Ariño (Camariñas), Lage, Traba y Soesto (Lage), Mar de Fóra y O Rostro (Finisterre), los penedos de Pasarela y Traba, la Costa de Cabo Villano y la costa que une Camelle con Traba.
Está declarada zona especial de conservación.

## Geografía

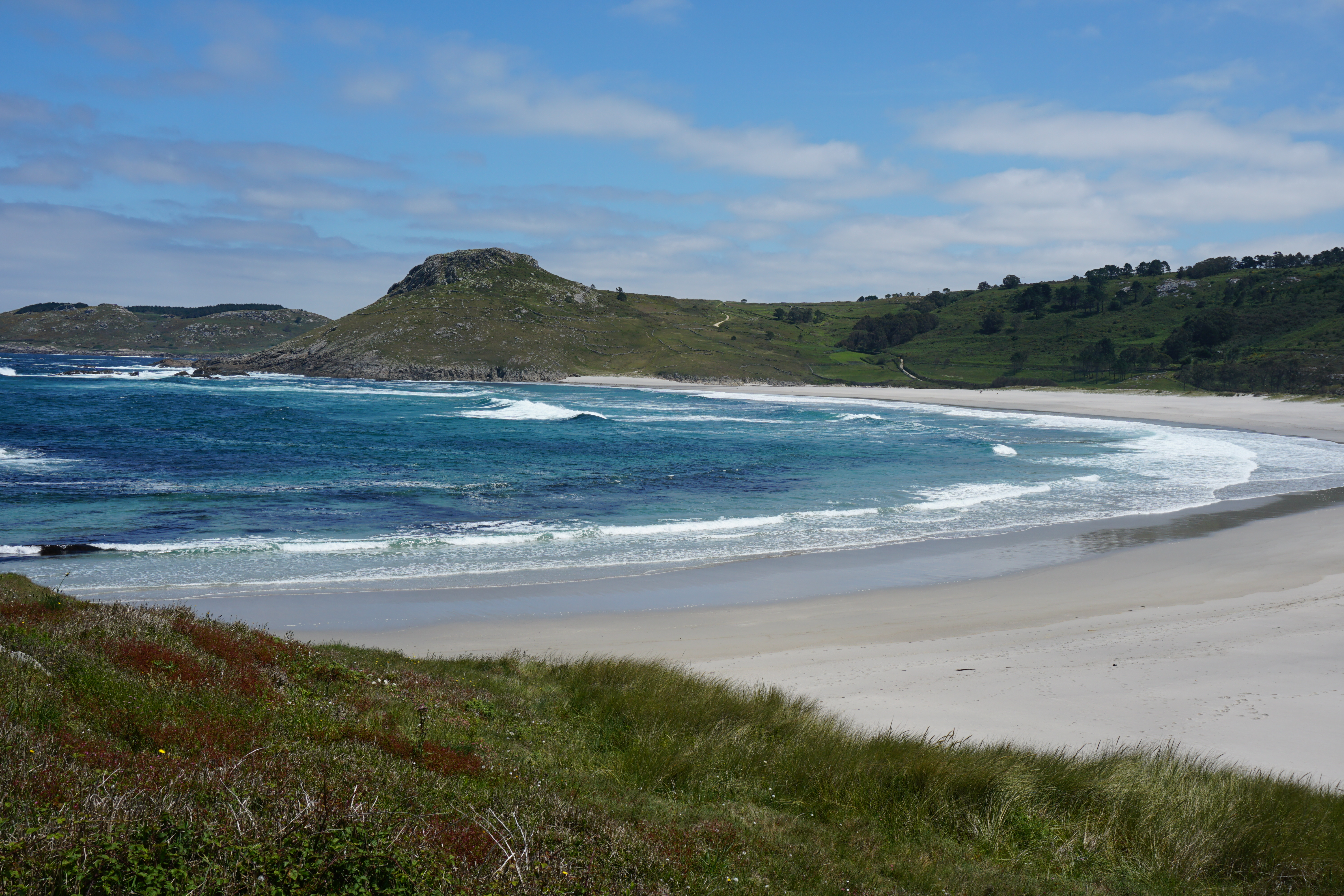
Playa de Soesto

Eugenio Carré Aldao, hacia finales de la década de 1920, fue uno de los primeros[cita requerida] en hacer alusión al nombre de «costa de la Muerte», que, según afirma, procede de una antigua leyenda documentada a mediados del siglo XVI, dramatizando todo lo comprendido geográficamente a la derecha de Finisterre, por su falta de constancia de navegabilidad.
Teniendo en cuenta que el nombre de esta comarca hace referencia a la cantidad de catástrofes marinas debido a la peligrosidad de sus acantilados y frecuentes temporales, es posible delimitarla entre punta Roncudo y el cabo Finisterre.
Se puede comprender la costa de los municipios de Puenteceso, Cabana de Bergantiños, Lage, Vimianzo, Camariñas, Mugía, Cee, Finisterre, y los pueblos de Corme, Puenteceso, Traba, Camelle, Arou, Santa Mariña, Camariñas, Javiña, Merexo, Mugía, Lires, Nemiña, Dumbría y Finisterre. Esta delimitación (cabo Roncudo-Finisterre) la pusieron marinos ingleses hace más de dos siglos, considerando el arco finisterrano el tramo de costa más peligroso por la cantidad de bajos o lagos que se escondían a pocos metros de la superficie alejados de la costa, las fuertes corrientes, temporales, repentinas cerrazones de niebla y múltiples naufragios.

### Rías
- Ría de Corcubión
- Ría de Camariñas
- Ría de Corme y Lage
- Ría de Lires

### Municipios

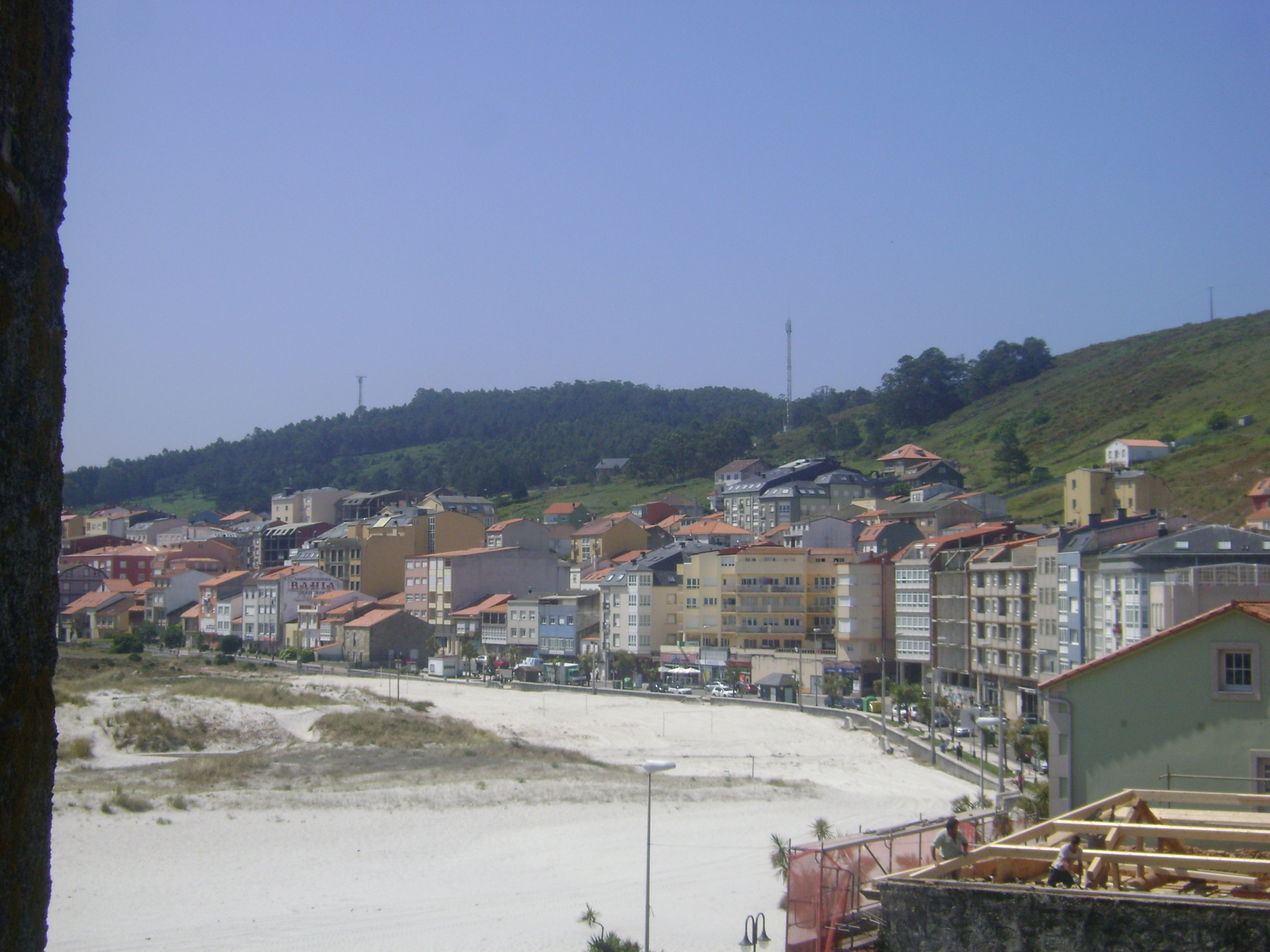
Lage, visto desde la iglesia

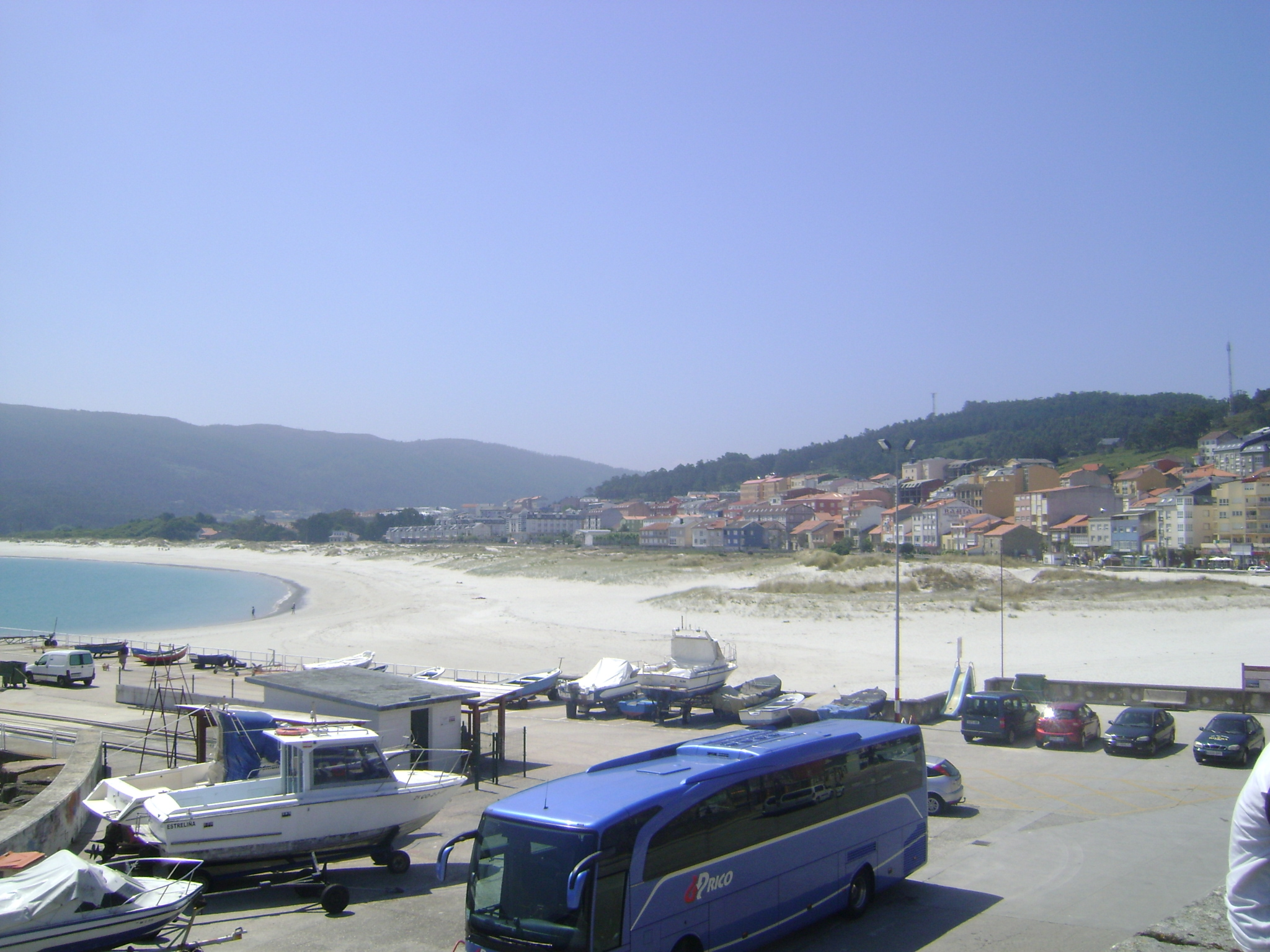
Lage, visto desde el puerto

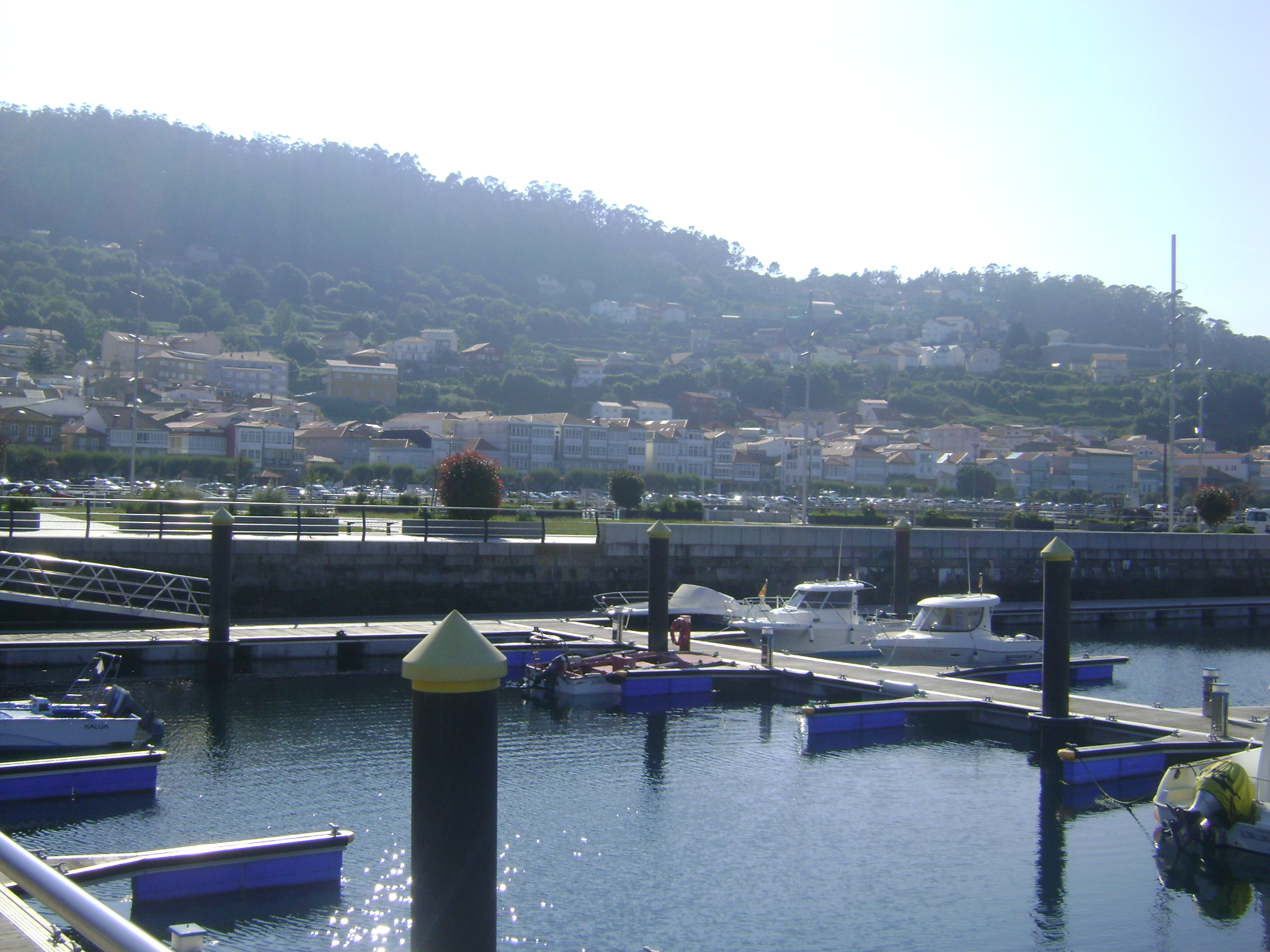
Pueblo en la Costa de la Muerte.

- Puenteceso: desde Niñones hasta la desembocadura de la Ría de Corme y Lage.
- Cabana de Bergantiños: la costa cabanense, desde la desembocadura del río Allones hasta cerca de la playa de Lage.
- Lage: de playa de Lage hasta cerca de la villa de Camelle.
- Vimianzo: con su único saliente al mar, Sabadelle, que separa Lage de Camariñas.
- Camariñas: desde Camelle hasta Puente del Puerto, desembocadura del río Grande.
- Mugía: desde la desembocadura de la ría de Camariñas hasta la ría de Lires.
- Corcubión: Patrimonio turístico e histórico.
- Cee: la costa oeste del municipio de Cee pertenece a la Costa de la Muerte, no así la costa sur.
- Finisterre: en torno al cabo Finisterre.
- Dumbría: pueblo de interior.
- Zas: pueblo de interior.

### Principales puertos
- Corme: puerto pesquero.
- Arou: puerto pesquero. Conocido como A Lagoa de Camelle. Rodeado de chabolas.
- Lage: puerto pesquero. Se planea la construcción de un contradique para detener la acumulación de arena en el puerto.
- Camelle: puerto pesquero. Rampa de carga/descarga, lonja sin uso, grúa y dique exterior para proteger del fuerte oleaje que acosa a esta zona. Se prevé una ampliación del dique exterior.
- Santa Mariña (Camariñas): puerto pesquero. Muelle recientemente ampliado.
- Camariñas: puerto Pesquero. Reciente expansión del muelle exterior de atraque. Dispone de una nueva lonja, fábrica de hielo con frigorífico, varias rampas de carga/descarga, grúas casetas para marineros, criadero de marisco, club náutico con tres pantalanes, escuela de vela, un pantalán de unos cien puntos de amarre en el muelle viejo, helipuerto y gasolinera. Actualmente se planean unos doscientos nuevos puntos de atraque y la expansión de ochenta metros del muelle de atraque. Es el puerto más completo y grande de la Costa de la Muerte.
- Mugía: puerto pesquero. El gran muelle anterior desapareció a causa de la construcción del malecón.
- Corcubión: puerto pesquero.
- Finisterre: puerto pesquero. Lonja, grúa, pantalán, casetas, gasolinera varadero y fábrica de hielo.
- Brens: puerto pesquero. Muelle recientemente ampliado.

## Historia

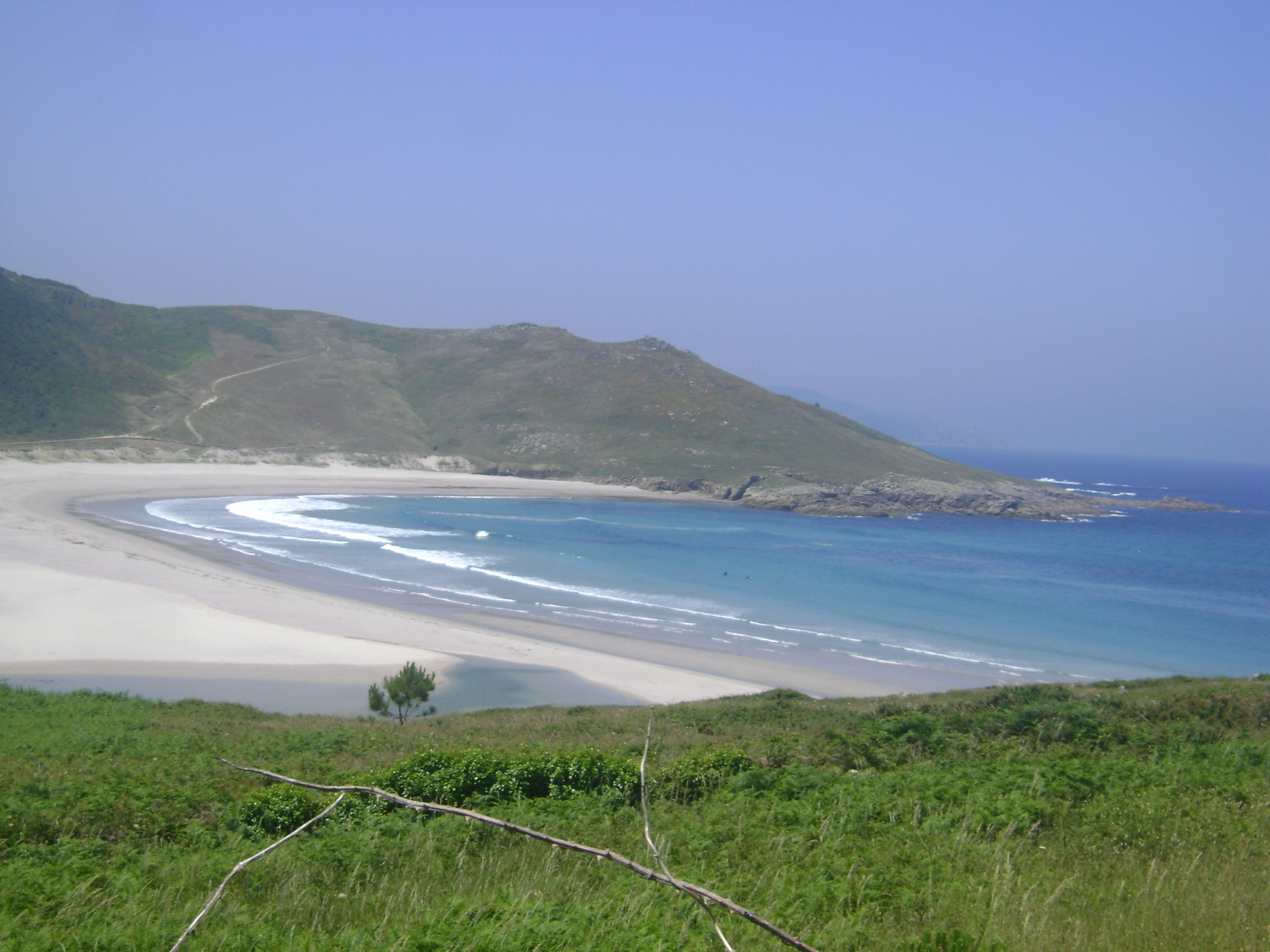
Playa en la Costa de la Muerte.

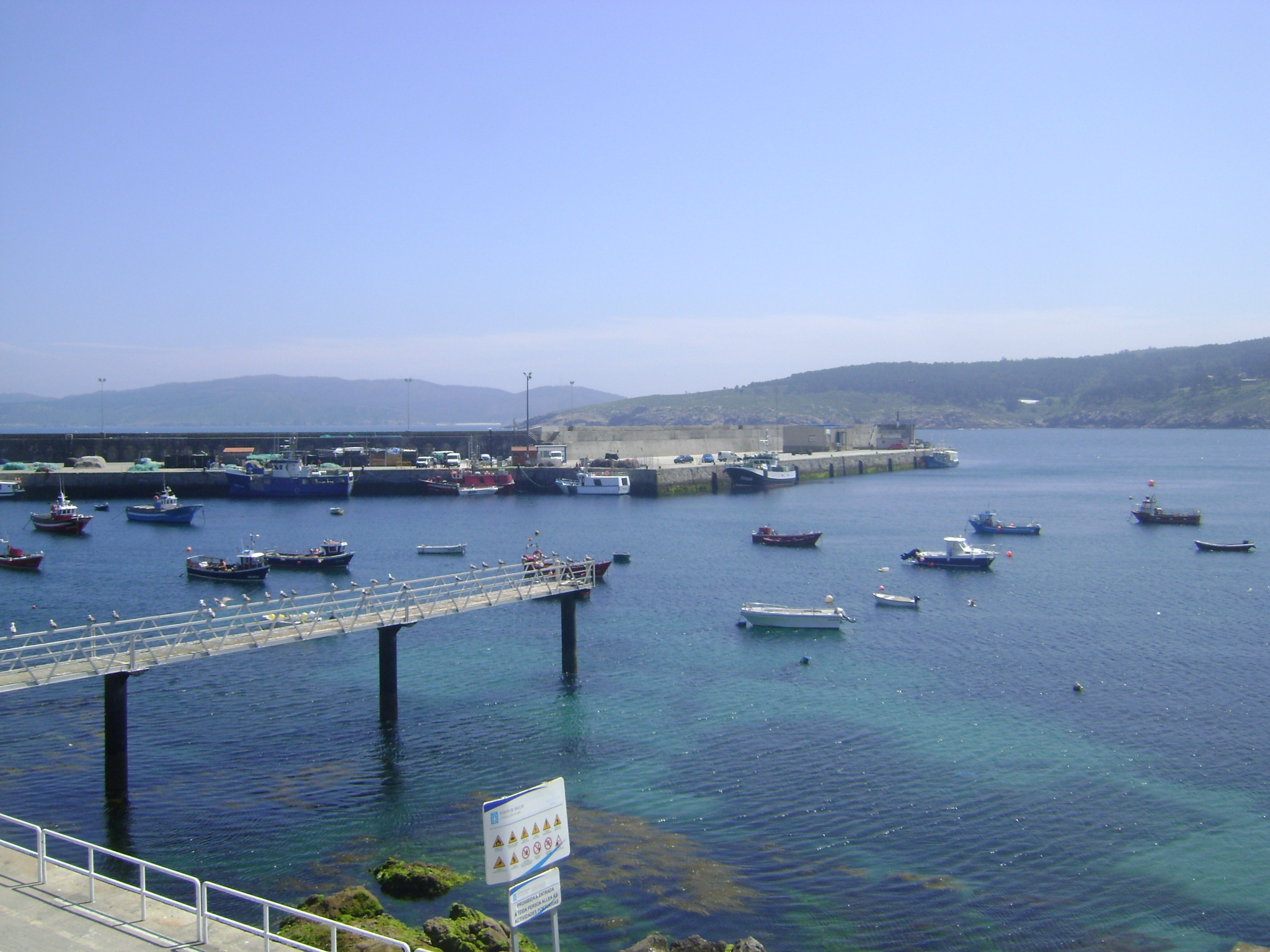
Mar en la Costa de la Muerte.

Su gente fue testigo de numerosos naufragios, especialmente en la costa que va desde Camelle hasta Camariñas, donde se hundieron más de sesenta navíos en poco más de cien años, siendo el cabo Tosto (o punta do Boi) el punto más fatídico.
Galicia cuenta con la mayor cantidad de naufragios documentados en el mundo, con nombre y crónica, no pecios inconcretos o restos anónimos. El escritor Rafael Lema Mouzo publicó un libro llamado Catálogo de naufragios, un trabajo documentado a fondo sobre los naufragios en la Costa de la Muerte y en Galicia en general. El objetivo último de este afán era demostrar documentalmente que la provincia coruñesa es la provincia del mundo con más naufragios inventariados, mil cuatrocientos barcos, con la Costa de la Muerte como epicentro (y casi con la mitad de las citas), en ese gran tramo denominado El Valle de la Muerte, de Bares a Corrubedo. Sumando a esos mil cuatrocientos barcos naufragados en La Coruña encontramos unos dos mil cincuenta en el resto de Galicia sin contar las pequeñas embarcaciones consideradas de menor relevancia, lo que eleva la cifra a más de tres mil naufragios registrados y documentados en Galicia.

### Tragedia del Serpent
En 1890 ocurrió la tragedia del HMS Serpent en Punta do Boi, Camariñas, donde murieron ciento setenta y dos marineros ingleses a escasos metros de la salvación y solo se salvaron tres, uno gravemente herido. Vagando por la noche llegaron al lugar de Pescadoira, en la parroquia de Javiña, donde el párroco, señor Fábregas, ordenó la «santa misión» de ayudarles, y sacaron del mar a la mayoría de los cadáveres, que enterraron a pie de mar en lo que hoy es conocido como el cementerio de los ingleses. Esto hizo despertar a las autoridades acerca de la peligrosidad de esta costa, y llevó a la construcción del faro de cabo Villano, el primer faro eléctrico de España, una majestuosa torre de granito rosado de 24 m de altura sobre una roca a más de 80 m del mar, que es hoy en día uno de los de más alcance de la península.

### Otros naufragios
- El 28 de noviembre de 1596 se hundieron veinticinco barcos de la Armada Española en medio de una terrible tempestad frente a la ría de Corcubión, con el resultado de 1706 muertos. En plena noche, solo iluminado por los chispazos de la tormenta, el mar estaba cubierto de restos de los barcos y cientos de ahogados y supervivientes gritando, pidiendo que los salvasen.
- El Great Liverpool, conocido como "el pequeño Titanic", se hundió en 1846. Sus restos permiten reconstruir cómo era un viaje a bordo de uno de los primeros trasatlánticos de línea regular de la historia, un buque plagado de objetos y pertenencias de los pasajeros que abandonaron la nave en Cee.
- El 6 de septiembre de 1870, el HMS Captain, prototipo de buque de guerra británico, se hundió a varias millas de cabo Finisterre al derrumbarse la torre del buque sobre él mismo. Perecieron más de 400 personas por la rapidez del hundimiento.
- En 1875 el John Tenat naufragó en Punta Langosteira, Finisterre con azúcar, café, pieles y otros productos a bordo. No hubo fallecidos.
- El 3 de febrero de 1897, en la ensenada de Arou, Camelle, naufragó el City of Agra con 71 tripulantes y dos pasajeros. Se salvaron 32, muchos gracias a los vecinos de Camelle y de Arou.
- El 10 de octubre de 1927, en la playa de Arou, Camelle naufragó el Nil, carguero francés.
- El Boris Sheboldaeff, un petrolero soviético de 11 000 toneladas, embarrancó y se partió frente a Camelle, el 24 de agosto de 1934. La tripulación fue rescatada al completo.
- El Nórd Atlantic, un buque alemán que intentaba evadirse de la persecución de la aviación aliada, embarrancó el 18 de agosto de 1943, en la ría de Camariñas.
- El 6 de noviembre de 1950, en Piedra de Sal Camelle, naufragó el Maria Laar, un carbonero griego.
- En septiembre de 1951 naufragó en Arou el Castillo Monteagudo. Para llevar a cabo su reflote se descargó parte del mineral de carbón que transportaba en la playa.
- En mayo de 1953, en Cousiñadoiro, Nemiña, naufragó el Arada, mercante español abordado a la noche siguiente por "piratas" locales aprovechándose del abandono del buque.
- El 15 de abril de 1955, en Punta Boi, Camelle, naufragó el Olympe. Traía desde Brest un total de 4800 toneladas de cemento ruso.
- En julio de 1964, a nueve millas del cabo Finisterre, se hundió el Bonifaz, tras el choque que se produjo con otro petrolero, el Fabiola, que hizo que saltaran chispas, y los tanques repletos de gas comenzaron a estallar. Se rescataron cinco cadáveres pero la mayoría de los cuerpos no llegaron a aparecer nunca, por lo que 20 miembros de la tripulación fueron dados por desaparecidos. Además, seis gallegos perdieron la vida en aquel siniestro. Fue la mayor tragedia, por el número de vidas perdidas, del siglo pasado en la Costa de la Muerte. Y hay que remontarse muy atrás, hasta el Serpent y antes el Captain, para encontrar accidentes con mayores cifras de muertos en la zona.
- En noviembre de 1965, en El Corno, Camariñas, se hundió el Banora. Los vecinos de Mugía (La Coruña) auxiliaron a sus tripulantes. La solidaridad tuvo fruto: el marroquí Banora sembró la zona con unos 12 millones de naranjas.
- El Casón se hundió el 5 de diciembre de 1987, en donde murieron 23 tripulantes ahogados. No se sabe realmente qué sustancias transportaba, se cree que algo tóxico. Por este motivo, se evacuaron, antes de que el barco terminase de hundirse, a los habitantes de Finisterre, Corcubión y Cee. Aún hoy en día la gente de esta región recuerda perfectamente lo sucedido.
- El desastre del Prestige fue uno de los más recientes accidentes de esta costa. Un petrolero griego, el 13 de noviembre de 2002, se partió por la mitad a mar abierto y causó una de las catástrofes ecológicas más devastadora de Galicia.

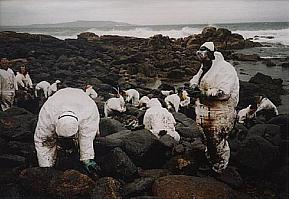
Voluntarios limpiando playas de Galicia, España tras el Desastre del Prestige (2002). Tras el accidente del petrolero Prestige, se desató una de las mayores catástrofes medioambientales de Europa, afectando a más de 2000km de costa. El caso desveló una serie de irregularidades, como el mal estado de la embarcación, el destino y origen de su ruta, las condiciones laborales de los operarios, las malas decisiones de las autoridades españolas, la ausencia de implicación de las portuguesas, y la relación del petrolero con poderosos oligarcas rusos.

### Leyendas
Dentro de lo que comprende su interés histórico, hay que destacar una fuerte tradición en torno a la piedra y su conformación en torno a una simbología precristiana, como se puede comprobar en las leyendas del Monte de San Guillerme (en Finisterre), la Pedra da Serpe en Corme, la leyenda de la ciudad sumergida de Valverde en la Laguna de Traba, o las Piedras de Mugía, supuesta fuente de curación.